# فرودگاه نیکسون
فرودگاه نیکسون (به انگلیسی: Nixon Airport) یک فرودگاه خصوصی است که یک باند فرود چمن دارد و طول باند آن ۸۵۶ متر است. این فرودگاه در کشور کانادا قرار دارد و در ارتفاع ۲۳۸ متری از سطح دریا واقع شده است.